# 可樂高鐵介
可樂高鐵介（学名：Ferricythere cocacolaria）为荊花介科高鐵介屬下的一个种。